# Clarence Felder
Clarence Felder (n. 2 septembrie 1938, St. Matthews⁠(d), Carolina de Sud, SUA) este un actor american.

## Filmografie
- 1974 Man on a Swing --  Coach
- 1977 The Goodbye Girl --  Critic
- 1979 The Seduction of Joe Tynan --  Golf Pro
- 1980 Below the Belt --  Unknown
- 1982 The Neighborhood --  Crony
- 1983 Touched --  Ralph
- 1983 Slayground --  Orxel
- 1985 The Killing Floor --  Unknown
- 1985 After Hours --  Bouncer
- 1985 Marie --  Jack Lowery
- 1986 Ruthless People --  Lieutenant Walters
- 1987 Amazing Grace and Chuck --  Dick Ferguson
- 1987 The Hidden --  Lieutenant John Masterson
- 1989 A Nightmare on Elm Street 5: The Dream Child --  Mr. Gray
- 1991 The Last Boy Scout --  Detective Mick McCaskey
- 1993 Reckless Kelly --  Hollywood Police Lieutenant
- 1997 The Ride --  Mike Stillwell
- 2009 All for Liberty --  Captain Henry Felder
- 2010 Republic of Pete --  Barlow
- 2010 Angel Camouflaged --  Mr. Carl
- 2016 - John Laurens' War - Henry Laurens
- 2022 - Frederick Douglass: No Turning Back - Pastor Brewster